# St. George (Missouri)
Saint George és una població dels Estats Units a l'estat de Missouri. Segons el cens del 2000 tenia 1.288 habitants.

## Demografia
Segons el cens del 2000, Saint George tenia 1.288 habitants, 700 habitatges, i 322 famílies. La densitat de població era de 2.617,4 habitants per km².
Dels 700 habitatges en un 16,3% hi vivien nens de menys de 18 anys, en un 33% hi vivien parelles casades, en un 11% dones solteres, i en un 53,9% no eren unitats familiars. En el 49,1% dels habitatges hi vivien persones soles el 26% de les quals corresponia a persones de 65 anys o més que vivien soles. El nombre mitjà de persones vivint en cada habitatge era d'1,84 i el nombre mitjà de persones que vivien en cada família era de 2,68.
Per edats la població es repartia de la següent manera: un 15,5% tenia menys de 18 anys, un 6,3% entre 18 i 24, un 26,8% entre 25 i 44, un 23,4% de 45 a 60 i un 28% 65 anys o més.
L'edat mediana era de 46 anys. Per cada 100 dones de 18 o més anys hi havia 70,5 homes.
La renda mediana per habitatge era de 33.832 $ i la renda mediana per família de 43.681 $. Els homes tenien una renda mediana de 31.250 $ mentre que les dones 28.967 $. La renda per capita de la població era de 21.924 $. Entorn del 2,4% de les famílies i el 3,1% de la població estaven per davall del llindar de pobresa.

## Poblacions més properes
El següent diagrama mostra les poblacions més properes.